# Kanan Jarrus
Kanan Jarrus (født som Caleb Dume) er en fiktiv karakter i Star Wars-franchisen, med stemme af Freddie Prinze Jr.. Han er med som en af hovedpersonerne i den animerede serie Star Wars Rebels (2014-2018) og relaterede værker. Han optræder også stemme i filmen The Rise of Skywalker (2019), mens en ung Caleb Dume optræder i den syvende sæson af Star Wars: The Clone Wars (2020), Star Wars: De hårde hunde (2021) og Tales of the Jedi (2022).
I Star Wars-universet er Kanan en Jedi Padawan, der overlevede den Store Jedi-udrensning, efter at hans mester, Depa Billaba, ofrede sig selv for at redde ham. Fra det tidspunkt og frem levede Kanan det meste af sit liv på flugt, skjulte sig fra det Galaktiske Imperium, før han til sidst mødte Hera Syndulla og sluttede sig til Ghost-besætningen som dets de facto-leder. Selvom han i starten holder sine Kraft-evner skjult for sine kammerater, omfavner han sin Jedi-rolle efter at have mødt Ezra Bridger, som han begynder at træne i Jedi-kunsten, mens han også forsøger at fuldføre sin egen træning og blive en Jedi-ridder. Senere slutter Kanan og hans besætning sig til Oprørsalliancen for at hjælpe dem i deres kamp mod imperiet. Mens Kanan i sidste ende ofrer sig selv for at redde sine venner, lever hans arv videre gennem deres minder om ham, såvel som hans og Heras søn, Jacen Syndulla .

## Optrædener

### TV-serier

#### Rebels
Kanan optræder først i en kortfilm udgivet før serien, "Spøgelset i maskinen ", og hans stemme høres i en anden, "Sammenvikling". I den todelte seriepremiere "Et ulmende oprør" introduceres Kanan som de facto leder af besætningen på Ghost, et rebelsk rumskib, som for det meste opererer på egen hånd og forsøger at overleve. Selvom han aldrig blev færdig med sin egen Jedi-træning, ser Kanan et stort potentiale i den unge Ezra Bridger fra Lothal og beslutter sig for at træne ham som sin egen Padawan. I sæson 1's sidste afsnit "En flammende ild i galaksen" bliver Kanan, som blev fanget af imperiet, reddet af Ezra. Kanan kæmper og besejrer derefter Storinkvisitoren, før han og resten af Ghost-besætningen bliver inviteret ind i Oprørsalliancen, nu hvor imperiet er blevet opmærksom på den trussel, de udgør. I "Belejringen af Lothall ", den todelte premiere på sæson 2, overlever Kanan et møde med Darth Vader,, mens han i "De forsvundne kommandører" i starten har svært ved at stole på klonsoldaten Kaptajn Rex, fordi kloner havde myrdet hans mester, Depa Bilaba, ligesom de fleste andre Jedi, i lydighed mod ordre 66. I "I et slør af mørke" bliver Kanan forfremmet til rangen som Jedi-ridder efter en række eventyr i Jedi-templet på Lothal. I " Twilight of the Apprentice ", den todelte finale i sæson 2, rejser Kanan sammen med Ezra, Ahsoka Tano og astromech-droiden Chopper til Sith -verdenen i Malachor i håb om at finde den viden, de har brug for for at besejre Sith. Der støder de på den tidligere Sith Lord Maul, der poserer som en skrøbelig eremit, der har været strandet på planeten i årevis. Selvom han tilsyneladende var venlig i starten, da han hjælper de tre jedi med at besejre en trio af kejserlige inkvisitorer, forråder Maul dem i sidste ende og flygter efter at have blændet Kanan med sit lyssværd.

#### The Clone Wars
En ung Caleb Dume optræder i afsnit "Gammelt venskab ruster ikke" af den sidste sæson af The Clone Wars, hvor han vises som et hologram sammen med sin mester, Depa Billaba, under et møde med andre Jedier. 

#### De hårde hunde
En ung Caleb optræder sammen med Depa Billaba i premiereafsnittet af De hårde hunde, "Efterspil", hvor Prinze gentager sin rolle. Mens han er på en mission med Bad Batch på Kaller, aktiveres Order 66, og Caleb er vidne til klontropper, der dræber Billaba, som beordrer ham til at løbe. Han forsvarer sig mod Bad Batch-medlem Crosshair, før Hunter, lederen af Bad Batch, lader Caleb flygte. 

#### Tales of the Jedi
En ung Caleb har en ikke-talende cameo sammen med Depa Billaba i afsnittet "Øvelse gør Mester" af Tales of the Jedi, hvor de ses som tilhørere under Ahsokas træning i Jedi Templet, og de ses senere gå forbi Anakin og Ahsoka.

### Film

#### The Rise of Skywalker
Kanan høres i The Rise of Skywalker som en af Jedi-ånderne, der opfordrer Rey til at besejre Palpatine.